# Tipula dirhabdophora
Tipula dirhabdophora är en tvåvingeart som beskrevs av Alexander 1951. Tipula dirhabdophora ingår i släktet Tipula och familjen storharkrankar.
Artens utbredningsområde är Panama. Inga underarter finns listade i Catalogue of Life.